# Ksenia Karelina
Ksenia Khavana, née Ksenia Karelina le 13 décembre 1991 à Iekaterinbourg, est une danseuse de ballet russo-américaine emprisonnée pour trahison par le gouvernement russe. Le FSB l'accuse de trahison pour avoir fait un don à une œuvre caritative soutenant l'Ukraine. Elle risque initialement jusqu'à 20 ans de prison, mais est finalement condamnée à 12 ans de prison. 
Elle est libérée lors d'un échange de prisonniers, le 10 avril 2025, réalisé à Abou Dabi, aux Émirats arabes unis.

## Parcours
Ksenia Karelina est née le 13 décembre 1991 à Ekaterinbourg, en Russie,. Elle émigre aux États-Unis en 2012 et devient citoyenne américaine en 2021. Elle réside alors à Los Angeles.

## Arrestation, condamnation et libération
Ksenia Karelina est arrêtée le 27 janvier 2024 alors qu'elle rendait visite à sa famille à Ekaterinbourg. Accusée par la police d'avoir employé un langage grossier et un comportement provocateur en pleine rue, elle est condamnée le 29 janvier à 14 jours de prison pour trouble à l'ordre public. Le FSB l'accuse par la suite de trahison pour avoir participé à des « actions publiques de soutien au régime de Kiev ». Elle a envoyé 51,80 $ à Razom (en), une organisation à but non lucratif basée à New York qui envoie de l'aide humanitaire à l'Ukraine, le tout en un seul transfert, le premier jour de l'invasion russe de l'Ukraine, le 24 février 2022. Razom nie les allégations du FSB russe selon lesquelles l'organisation collecte de l'argent pour acheter des armes et des munitions.  Son petit ami Chris Van Heerden déclare qu'il ne comprend pas comment les autorités russes ont eu connaissance de son don, ajoutant que Karelina croyait qu'elle n'était pas en danger avant de se rendre en Russie.
Son procès commence le 20 juin 2024 et elle reconnait sa culpabilité le 7 août. Risquant initialement jusqu'à 20 ans de prison, elle est condamnée le 15 août 2024 à 12 ans de prison par le tribunal régional de Sverdlovsk. Le juge qui livre le verdict est Andrei Mineïev, le même qui avait précédemment condamné le journaliste du Wall Street Journal Evan Gershkovich.
Jugée et emprisonnée après le 1er août, elle n'est pas libérée dans le cadre du vaste échange de prisonniers russes de 2024 entre la Russie et les États-Unis qui a lieu ce jour-là.
Le 10 avril 2025, elle est libérée à Abou Dabi, aux Émirats arabes unis, en échange d'Arthur Petrov, un Russo-Allemand arrêté le 26 août 2023 à Chypre et extradé le 9 août 2024 aux États-Unis pour avoir exporté des microprocesseurs militaires vers la Russie en violation des sanctions américaines contre Moscou liées à la guerre en Ukraine,,,.